# Équipe d'Égypte de football à la Coupe d'Afrique des nations 2019
L'équipe d'Égypte de football participe à la coupe d'Afrique des nations 2019 qu'elle organise du 21 juin au 19 juillet 2019. Après avoir terminé à la première place du groupe A avec trois victoires, elle est éliminée en huitièmes de finale par l'Afrique du Sud (0-1).

## Qualifications
L'Égypte est placée dans le groupe J des qualifications qui se déroulent du 9 juin 2017 au 23 mars 2019. Sa qualification est acquise dès la quatrième journée.

### Résultats
| Rang | Équipe   | Pts | J | G | N | P | Bp | Bc | Diff |  | Résultats (▼ dom., ► ext.) |     |     |     |     |
| ---- | -------- | --- | - | - | - | - | -- | -- | ---- |  | -------------------------- | --- | --- | --- | --- |
| 1    | Tunisie  | 15  | 6 | 5 | 0 | 1 | 12 | 4  | +8   |  | Tunisie                    |     | 1-0 | 1-0 | 4-0 |
| 2    | Égypte   | 13  | 6 | 4 | 1 | 1 | 16 | 5  | +11  |  | Égypte                     | 3-2 |     | 6-0 | 4-1 |
| 3    | Niger    | 5   | 6 | 1 | 2 | 3 | 4  | 11 | -7   |  | Niger                      | 1-2 | 1-1 |     | 0-0 |
| 4    | Eswatini | 1   | 6 | 0 | 1 | 5 | 2  | 14 | -12  |  | Eswatini                   | 0-2 | 0-2 | 1-2 |     |

| 11 juin 2017  | Tunisie      | 1 - 0 | Égypte |                                                       |                                                       |
| 23h00 (UTC+1) | Khenissi 47e | (0-0) |        | Stade olympique, Radès Arbitrage : Bouchaïb El Ahrach | Stade olympique, Radès Arbitrage : Bouchaïb El Ahrach |
| 23h00 (UTC+1) | Rapport      |       |        | Stade olympique, Radès Arbitrage : Bouchaïb El Ahrach | Stade olympique, Radès Arbitrage : Bouchaïb El Ahrach |

| 8 septembre 2018 | Égypte                                                                    | 6 - 0 | Niger |                                                             |                                                             |
| 20h00 (UTC+2)    | M. Mohsen 13e · Ashraf 20e · Salah 29e 86e · S. Mohsen 73e · Elneny 90+3e | (3-0) |       | Stade Borg Al Arab, Alexandrie Arbitrage : Maguette N'Diaye | Stade Borg Al Arab, Alexandrie Arbitrage : Maguette N'Diaye |
| 20h00 (UTC+2)    | Rapport                                                                   |       |       | Stade Borg Al Arab, Alexandrie Arbitrage : Maguette N'Diaye | Stade Borg Al Arab, Alexandrie Arbitrage : Maguette N'Diaye |

| 12 octobre 2018 | Égypte                                                | 4 - 1 | Eswatini    |                                                       |                                                       |
|                 | Elmohamady 7e · Warda 10e · Trezeguet 29e · Salah 44e | (4-0) | 85e Gamedze | Stade Al Salam, Le Caire Arbitrage : Louis Hakizimana | Stade Al Salam, Le Caire Arbitrage : Louis Hakizimana |
|                 | Rapport                                               |       |             | Stade Al Salam, Le Caire Arbitrage : Louis Hakizimana | Stade Al Salam, Le Caire Arbitrage : Louis Hakizimana |

| 16 octobre 2018 | Eswatini | 0 - 2 | Égypte                     |                                                                      |                                                                      |
|                 |          | (0-1) | 19e Hegazy · 53e M. Mohsen | Mavuso Sports Centre, Manzini Arbitrage : Mahmood Ali Mahmood Ismail | Mavuso Sports Centre, Manzini Arbitrage : Mahmood Ali Mahmood Ismail |
|                 | Rapport  |       |                            | Mavuso Sports Centre, Manzini Arbitrage : Mahmood Ali Mahmood Ismail | Mavuso Sports Centre, Manzini Arbitrage : Mahmood Ali Mahmood Ismail |

| 16 novembre 2018 | Égypte                                      | 3 - 2 | Tunisie       |                                                         |                                                         |
| 17h00 (UTC+2)    | Trézéguet 32e · El Mohamady 60e · Salah 90e | (1-1) | 13e 72e Sliti | Stade Borg Al Arab, Alexandrie Arbitrage : Victor Gomes | Stade Borg Al Arab, Alexandrie Arbitrage : Victor Gomes |
| 17h00 (UTC+2)    | Rapport                                     |       |               | Stade Borg Al Arab, Alexandrie Arbitrage : Victor Gomes | Stade Borg Al Arab, Alexandrie Arbitrage : Victor Gomes |

| 23 mars 2019 | Niger       | 1 - 1 | Égypte        |                                                                          |                                                                          |
|              | Moutari 82e | (0-0) | 47e Trezeguet | Stade Général-Seyni-Kountché, Niamey Arbitrage : Ring Nyier Akech Malong | Stade Général-Seyni-Kountché, Niamey Arbitrage : Ring Nyier Akech Malong |
|              | Rapport     |       |               | Stade Général-Seyni-Kountché, Niamey Arbitrage : Ring Nyier Akech Malong | Stade Général-Seyni-Kountché, Niamey Arbitrage : Ring Nyier Akech Malong |

### Statistiques

#### Buteurs
| Buts | Joueurs |
| ---- | --- |
| 4    | Mohamed Salah                                                                                              |
| 3    | Trézéguet                                                                                                  |
| 2    | Marwan Mohsen                                                                                              |
| 1    | Ayman Ashraf, Baher El Mohamady, Ahmed el-Mohammadi, Mohamed Elneny, Ahmed Hegazy, Salah Mohsen, Amr Warda |

## Préparation
Trois jours après la fin des éliminatoires, l'Égypte se rend au Nigeria pour un match amical. Elle s'incline 1-0 après avoir encaissé un but dès la 8e seconde.
Les Pharaons remportent leurs deux matchs de préparation, face à la Tanzanie (1-0) et à la Guinée (3-1).
| 26 mars 2019 | Nigeria          | 1 - 0 | Égypte |                                                             |                                                             |
|              | Paul Onuachu 1re | (1-0) |        | Stephen Keshi Stadium, Asaba Arbitrage : Charles Benle Bulu | Stephen Keshi Stadium, Asaba Arbitrage : Charles Benle Bulu |

| 13 juin 2019 | Égypte           | 1 - 0 | Tanzanie |                                |                                |
|              | el-Mohammadi 64e | (0-0) |          | Stade Borg Al Arab, Alexandrie | Stade Borg Al Arab, Alexandrie |

| 16 juin 2019 | Égypte                                 | 3 - 1 | Guinée   |                                |                                |
|              | Mohsen 11e · Ali Kamel 77e · Gaber 86e | (1-0) | 63e Kaba | Stade Borg Al Arab, Alexandrie | Stade Borg Al Arab, Alexandrie |

## Compétition

### Tirage au sort
Le tirage au sort de la CAN se déroule 12 avril 2019 au Caire, face au Sphinx et aux Pyramides. L'Égypte est placée dans le chapeau 1 en raison de son statut de pays hôte.
Le tirage au sort donne alors comme adversaires des Pharaons, la RD Congo (chapeau 2, 46e au classement FIFA), l'Ouganda (chapeau 3, 79e) et le Zimbabwe (chapeau 4, 110e) dans le groupe A.

### Effectif
Le sélectionneur Javier Aguirre annonce une pré-liste de vingt-cinq joueurs le 21 mai.
La liste finale est dévoilée le 11 juin. Mohamed Abou Gabal et Ahmed Abou El Fatouh sont les deux joueurs non-retenus.
Le 26 juin, après le deuxième match de poules, Amr Warda est exclu du groupe en raison d'accusations de harcèlement sexuel. Deux jours plus tard, la fédération égyptienne annonce qu'il sera réintégré à partir des huitièmes de finale, sous la pression des autres joueurs qui ont soutenu leur coéquipier.

### Phase de poules
| Rang | Équipe   | Pts | J | G | N | P | Bp | Bc | Diff |  | Résultats (▼ dom., ► ext.) |     |     |     |     |
| ---- | -------- | --- | - | - | - | - | -- | -- | ---- |  | -------------------------- | --- | --- | --- | --- |
| 1    | Égypte   | 9   | 3 | 3 | 0 | 0 | 5  | 0  | +5   |  | Égypte                     |     | 2-0 | 2-0 | 1-0 |
| 2    | Ouganda  | 4   | 3 | 1 | 1 | 1 | 3  | 3  | 0    |  | Ouganda                    | 0-2 |     | 2-0 | 1-1 |
| 3    | RD Congo | 3   | 3 | 1 | 0 | 2 | 4  | 4  | 0    |  | RD Congo                   | 0-2 | 0-2 |     | 4-0 |
| 4    | Zimbabwe | 1   | 3 | 0 | 1 | 2 | 1  | 6  | -5   |  | Zimbabwe                   | 0-1 | 1-1 | 0-4 |     |

     Équipe qualifiée ou victorieuse; Pts = points; J = joués; G = gagnés; N = nuls; P = perdus;
Bp = buts pour; Bc = buts contre; Diff = différence de buts
| 21 juin 2019 | Égypte        | 1 - 0   | Zimbabwe      | Stade international du Caire, Le Caire       |                                              |
| 22h00 CAT    | Trezeguet 41e | (1-0)   |               | Spectateurs : 73 299 Arbitrage : Sidi Alioum | Spectateurs : 73 299 Arbitrage : Sidi Alioum |
| 22h00 CAT    |               | Rapport | 88e Chawapiwa | Spectateurs : 73 299 Arbitrage : Sidi Alioum | Spectateurs : 73 299 Arbitrage : Sidi Alioum |

| 26 juin 2019 | Égypte                             | 2 - 0   | RD Congo                 | Stade international du Caire, Le Caire        |                                               |
| 22h00 CAT    | Elmohamady 25e · Salah 43e         | (2 - 0) |                          | Spectateurs : 74 219 Arbitrage : Victor Gomes | Spectateurs : 74 219 Arbitrage : Victor Gomes |
| 22h00 CAT    | Elneny 68e · Alaa 81e · Ghazal 87e | Rapport | 30e Bokadi · 59e Muzinga | Spectateurs : 74 219 Arbitrage : Victor Gomes | Spectateurs : 74 219 Arbitrage : Victor Gomes |

| 30 juin 2019 | Ouganda                    | 0 - 2   | Égypte                       | Stade international du Caire, Le Caire           |                                                  |
| 21h00 CAT    |                            | (0 - 2) | 36e Salah · 45+1e Elmohamady | Spectateurs : 74 566 Arbitrage : Maguette Ndiaye | Spectateurs : 74 566 Arbitrage : Maguette Ndiaye |
| 21h00 CAT    | Kyambadde 59e · Lwanga 89e | Rapport | 61e Elmohamady               | Spectateurs : 74 566 Arbitrage : Maguette Ndiaye | Spectateurs : 74 566 Arbitrage : Maguette Ndiaye |

### Phase à élimination directe
| Huitième de finale       | Égypte     | 0 - 1   | Afrique du Sud                          | Stade international, Le Caire  |                                |
| 6 juillet 2019 21h00 CAT |            | (0-0)   | 85e Lorch                               | Arbitrage : Eric Otogo-Castane | Arbitrage : Eric Otogo-Castane |
| 6 juillet 2019 21h00 CAT | Ashraf 68e | Rapport | 44e Hlanti · 79e Zungu · 90e Hlatshwayo | Arbitrage : Eric Otogo-Castane | Arbitrage : Eric Otogo-Castane |

### Statistiques

#### Temps de jeu
| Joueur               |          |          |          |          | TT       | But inscrit | MJ       | MT       | Légende |
| -------------------- | -------- | -------- | -------- | -------- | -------- | ----------- | -------- | -------- | --- |
| Gardiens             | Gardiens | Gardiens | Gardiens | Gardiens | Gardiens | Gardiens    | Gardiens | Gardiens | Abréviations et symboles : TT : Total de minutes jouées MJ : Nombre de matchs joués MT : Matchs joués en tant que titulaire : but : joueur entré : joueur remplacé : capitaine : carton jaune : carton rouge |
| Ahmed El-Shenawy     | -        | -        | -        | -        | -        | -           | -        | -        | Abréviations et symboles : TT : Total de minutes jouées MJ : Nombre de matchs joués MT : Matchs joués en tant que titulaire : but : joueur entré : joueur remplacé : capitaine : carton jaune : carton rouge |
| Mahmoud Genesh       | -        | -        | -        | -        | -        | -           | -        | -        | Abréviations et symboles : TT : Total de minutes jouées MJ : Nombre de matchs joués MT : Matchs joués en tant que titulaire : but : joueur entré : joueur remplacé : capitaine : carton jaune : carton rouge |
| Mohamed El-Shenawy   | -        | -        | -        | -        | -        | -           | -        | -        | Abréviations et symboles : TT : Total de minutes jouées MJ : Nombre de matchs joués MT : Matchs joués en tant que titulaire : but : joueur entré : joueur remplacé : capitaine : carton jaune : carton rouge |
| Défenseurs           |          |          |          |          |          |             |          |          | Abréviations et symboles : TT : Total de minutes jouées MJ : Nombre de matchs joués MT : Matchs joués en tant que titulaire : but : joueur entré : joueur remplacé : capitaine : carton jaune : carton rouge |
| Baher El Mohamady    | -        | -        | -        | -        | -        | -           | -        | -        | Abréviations et symboles : TT : Total de minutes jouées MJ : Nombre de matchs joués MT : Matchs joués en tant que titulaire : but : joueur entré : joueur remplacé : capitaine : carton jaune : carton rouge |
| Ahmed Elmohamady     | -        | -        | -        | -        | -        | 2           | -        | -        | Abréviations et symboles : TT : Total de minutes jouées MJ : Nombre de matchs joués MT : Matchs joués en tant que titulaire : but : joueur entré : joueur remplacé : capitaine : carton jaune : carton rouge |
| Omar Gaber           | -        | -        | -        | -        | -        | -           | -        | -        | Abréviations et symboles : TT : Total de minutes jouées MJ : Nombre de matchs joués MT : Matchs joués en tant que titulaire : but : joueur entré : joueur remplacé : capitaine : carton jaune : carton rouge |
| Ahmed Hegazy         | -        | -        | -        | -        | -        | -           | -        | -        | Abréviations et symboles : TT : Total de minutes jouées MJ : Nombre de matchs joués MT : Matchs joués en tant que titulaire : but : joueur entré : joueur remplacé : capitaine : carton jaune : carton rouge |
| Mahmoud Alaa         | -        | -        | -        | -        | -        | -           | -        | -        | Abréviations et symboles : TT : Total de minutes jouées MJ : Nombre de matchs joués MT : Matchs joués en tant que titulaire : but : joueur entré : joueur remplacé : capitaine : carton jaune : carton rouge |
| Ayman Ashraf         | -        | -        | -        | -        | -        | -           | -        | -        | Abréviations et symboles : TT : Total de minutes jouées MJ : Nombre de matchs joués MT : Matchs joués en tant que titulaire : but : joueur entré : joueur remplacé : capitaine : carton jaune : carton rouge |
| Ahmed Ayman Mansour  | -        | -        | -        | -        | -        | -           | -        | -        | Abréviations et symboles : TT : Total de minutes jouées MJ : Nombre de matchs joués MT : Matchs joués en tant que titulaire : but : joueur entré : joueur remplacé : capitaine : carton jaune : carton rouge |
| Mahmoud Hamdy        | -        | -        | -        | -        | -        | -           | -        | -        | Abréviations et symboles : TT : Total de minutes jouées MJ : Nombre de matchs joués MT : Matchs joués en tant que titulaire : but : joueur entré : joueur remplacé : capitaine : carton jaune : carton rouge |
| Milieux              |          |          |          |          |          |             |          |          | Abréviations et symboles : TT : Total de minutes jouées MJ : Nombre de matchs joués MT : Matchs joués en tant que titulaire : but : joueur entré : joueur remplacé : capitaine : carton jaune : carton rouge |
| Walid Soliman        | -        | -        | -        | -        | -        | -           | -        | -        | Abréviations et symboles : TT : Total de minutes jouées MJ : Nombre de matchs joués MT : Matchs joués en tant que titulaire : but : joueur entré : joueur remplacé : capitaine : carton jaune : carton rouge |
| Tarek Hamed          | -        | -        | -        | -        | -        | -           | -        | -        | Abréviations et symboles : TT : Total de minutes jouées MJ : Nombre de matchs joués MT : Matchs joués en tant que titulaire : but : joueur entré : joueur remplacé : capitaine : carton jaune : carton rouge |
| Ali Ghazal           | -        | -        | -        | -        | -        | -           | -        | -        | Abréviations et symboles : TT : Total de minutes jouées MJ : Nombre de matchs joués MT : Matchs joués en tant que titulaire : but : joueur entré : joueur remplacé : capitaine : carton jaune : carton rouge |
| Nabil Emad           | -        | -        | -        | -        | -        | -           | -        | -        | Abréviations et symboles : TT : Total de minutes jouées MJ : Nombre de matchs joués MT : Matchs joués en tant que titulaire : but : joueur entré : joueur remplacé : capitaine : carton jaune : carton rouge |
| Mohamed Elneny       | -        | -        | -        | -        | -        | -           | -        | -        | Abréviations et symboles : TT : Total de minutes jouées MJ : Nombre de matchs joués MT : Matchs joués en tant que titulaire : but : joueur entré : joueur remplacé : capitaine : carton jaune : carton rouge |
| Abdallah Saïd        | -        | -        | -        | -        | -        | -           | -        | -        | Abréviations et symboles : TT : Total de minutes jouées MJ : Nombre de matchs joués MT : Matchs joués en tant que titulaire : but : joueur entré : joueur remplacé : capitaine : carton jaune : carton rouge |
| Trézéguet            | -        | -        | -        | -        | -        | 1           | -        | -        | Abréviations et symboles : TT : Total de minutes jouées MJ : Nombre de matchs joués MT : Matchs joués en tant que titulaire : but : joueur entré : joueur remplacé : capitaine : carton jaune : carton rouge |
| Amr Warda            | -        | -        | -        | -        | -        | -           | -        | -        | Abréviations et symboles : TT : Total de minutes jouées MJ : Nombre de matchs joués MT : Matchs joués en tant que titulaire : but : joueur entré : joueur remplacé : capitaine : carton jaune : carton rouge |
| Attaquants           |          |          |          |          |          |             |          |          | Abréviations et symboles : TT : Total de minutes jouées MJ : Nombre de matchs joués MT : Matchs joués en tant que titulaire : but : joueur entré : joueur remplacé : capitaine : carton jaune : carton rouge |
| Marwan Mohsen        | -        | -        | -        | -        | -        | -           | -        | -        | Abréviations et symboles : TT : Total de minutes jouées MJ : Nombre de matchs joués MT : Matchs joués en tant que titulaire : but : joueur entré : joueur remplacé : capitaine : carton jaune : carton rouge |
| Mohamed Salah        | -        | -        | -        | -        | -        | 2           | -        | -        | Abréviations et symboles : TT : Total de minutes jouées MJ : Nombre de matchs joués MT : Matchs joués en tant que titulaire : but : joueur entré : joueur remplacé : capitaine : carton jaune : carton rouge |
| Ahmed Hassan Mahgoub | -        | -        | -        | -        | -        | -           | -        | -        | Abréviations et symboles : TT : Total de minutes jouées MJ : Nombre de matchs joués MT : Matchs joués en tant que titulaire : but : joueur entré : joueur remplacé : capitaine : carton jaune : carton rouge |
| Ahmed Ali Kamel      | -        | -        | -        | -        | -        | -           | -        | -        | Abréviations et symboles : TT : Total de minutes jouées MJ : Nombre de matchs joués MT : Matchs joués en tant que titulaire : but : joueur entré : joueur remplacé : capitaine : carton jaune : carton rouge |

#### Buteurs
| Buts | Joueurs            | Adversaires      |
| ---- | ------------------ | ---------------- |
| 2    | Mohamed Salah      | RD Congo Ouganda |
| 2    | Ahmed el-Mohammadi | RD Congo Ouganda |
| 1    | Trézéguet          | Zimbabwe         |